# Линдхаген, Оса
Оса Мария Линдхаген (швед. Åsa Maria Lindhagen, род. 15 мая 1980, Норртелье, Швеция) — шведская женщина-политик. Член Партии зелёных. Депутат риксдага с 26 сентября 2022 года. В прошлом — министр по вопросам финансовых рынков и прав потребителей (2021), министр гендерного равенства, а также государственный министр, несущий особую ответственность за борьбу с дискриминацией и сегрегацией (2019—2021), депутат риксдага (2018—2019).

## Биография
Родилась 15 мая 1980 года в Норртелье.
В 1996—2000 гг. училась на естественнонаучном направлении в гимназии Роден в Норртелье. В 1997—1998 гг. по программе обмена училась в школе в Виндбере в штате Пенсильвания. В 2001—2008 гг. училась в Линчёпингском университете. Получила квалификацию инженера (civ.ing.) и промышленного экономиста. В 2003 году окончила базовый курс политологии в Уппсальском университете.
В 2014—2018 годах была муниципальным депутатом, членом городского совета Стокгольма. Возглавляла группу Партии зелёных.
После парламентских выборов 2018 года замещала с 24 сентября 2018 года в риксдаге министра по вопросам финансовых рынков Пера Болунда. 21 января 2019 года перешла на работу в правительство. Место в риксдаге заняла Пернилла Стелхаммар.
21 января 2019 года получила портфель министра гендерного равенства, а также государственного министра, несущего особую ответственность за борьбу с дискриминацией и сегрегацией, во втором кабинете Лёвена во главе с Стефаном Лёвеном. После перестановки в правительстве 5 февраля 2021 года стала министром по вопросам финансовых рынков и прав потребителей в Министерстве финансов Швеции. 24 ноября «Зелёные» отказались работать в правительстве, которому предстоит исполнять принятый риксдагом бюджет, предложенный правыми, и покинули коалицию. Исполняла обязанности министра до 30 ноября.
По результатам парламентских выборов 2022 года избрана депутатом рискдага в избирательном округе Стокгольм. С 4 октября — член Комитета юстиции.
Оса Линдхаген объявила, что покинет риксдаг, чтобы вернуться в городской совет Стокгольма. Станет новым советником по вопросам дорожного движения, сменит Даниэля Хелльдена. Оса Линдхаген намерена сократить автомобильное движение в Стокгольме на 30 %, ввести Экологическую зону 3 в Стокгольме (разрешено движение электромобилям, автомобилям на топливных элементах, автомобилям на природном газе, выбросы которых соответствуют стандарту «Евро-6»). В 2024 году  Экологическую зону 3 введут в некоторых частях города, в 2026 году — во всём городе. К 2030 году намерена установить в Стокгольме 100 тысяч зарядных станций.

## Личная жизнь
Живёт в Стокгольме. Имеет двух детей.